# ズザナ 155mm自走榴弾砲
ズザナ 155mm自走榴弾砲（スロバキア語：155 mm samohybná kanónová húfnica vz. 2000 Zuzana）は、スロバキアの自走榴弾砲である。ダナ 152mm自走榴弾砲をベースにZTS社（現KONSTRUKTA-Defence社）によって開発された。

## 開発
チェコスロバキアには1981年からダナ 152mm自走榴弾砲が配備されていた。1990年のビロード革命後もスロバキア陸軍にはダナが配備され続けたが、東欧革命後の政治変動でスロバキア政府はNATO寄りの立場をとり、最終的にはNATO加盟も希望するようになった。こうした中、軍内部でも武装を西側基準に改正する動きが見られ、最終的に自走榴弾砲もNATO標準の155mm口径に変更することが決定し、1997年にダナ改造の155mm自走榴弾砲8両が発注された。

## 構造
車体の基本的な構造は、ダナ 152mm自走榴弾砲とほぼ同じである。ベース車両には、ダナと同じタトラ815VP31 29265 8X8トラックが用いられ、小火器や砲弾片に耐えられる装甲を有するNBC防御能力付き密閉車体が搭載されている。タイヤには空気圧調節機能があり、ある程度のオフロード走行能力を有する。
ダナとの大きな違いは搭載する榴弾砲にあり、ズザナは新開発の45口径155 mm榴弾砲を搭載する。ベースブリード弾では39.6 kmの射程を有する。砲塔にはラマー式の自動装填装置を有しており、最大で毎分6発、持続射撃時には毎分1発の射撃が可能である。搭載する155mm 砲弾は60発で、榴弾の他成形炸薬弾も用意されており、ある程度の対戦車攻撃も可能である。ただし砲塔の旋回は、全周旋回が可能であったダナと異なり、ズザナでは左右60度の限定旋回になっている。

## 運用
ズザナはスロバキア陸軍にズザナ2000の名で採用され16両が配備された他、国際市場にも売り込まれてギリシャ陸軍が少数採用した。その後、スロバキア製のT-72にズザナの砲塔を搭載したT-72M1自走砲も開発され、ギリシャ陸軍、キプロス陸軍が採用している。
2009年には榴弾砲を新開発した52口径砲に更新した上で砲塔の全周周回を可能とし、その他に新型装甲キャブの採用や自動化による乗員数の削減（4名→3名）といった改良を加えたズサナ2がスロバキア陸軍の試験に合格した。スロバキア陸軍は25両を発注しており、2021年から2022年にかけて引き渡される予定である。
2022年6月3日、スロバキアはズザナ2をウクライナに18輌売却すると発表し、同年8月13日には最初の4両の引き渡しが行われたと発表した。また、8輌の供与も行われている。

## 派生型
BRAM35 自走対空砲
ズザナの車体にエリコン製「リヴォルヴァー」35 mm単装対空機関砲砲塔（3.5t）と35 mm砲弾432 発（1.3t）を搭載した自走対空砲。
「リヴォルヴァー」は砲塔に射撃統制装置を搭載しており、電子制御によって毎分1,000発の射撃が可能。さらにレーザー測距儀と自動追跡装置を装備するが、レーダーはオプション装備となる。スケールモデルが発表されたのみで未完成。
Himalaya A40
スロバキア製のT-72M1の車体にズザナの砲塔を搭載した装軌式自走砲。
インド陸軍の新型自走砲計画に「ズザナ ヒマラヤ」の名で応募したが不採用となった。その後、ギリシャ陸軍とキプロス陸軍が採用。
Diana
MSPO 2015で発表された試作車両で採用国は無い
AHSクラブ自走榴弾砲初期試作車両のUPG-NG車体に、52口径長砲身モデルのズザナ2砲塔部を統合した装軌式自走榴弾砲となる。
戦闘重量50トン、全周旋回の砲塔を備え最大射程41㎞超、発射速度は最大5発/分、13発/3分で乗員は4名